# シャキーラ
シャキーラ・イサベル・メバラク・リッポール（Shakira Isabel Mebarak Ripoll、1977年2月2日 - ）は、コロンビアのラテンポップシンガーソングライター。一般的にはシャキーラという呼び名で知られている。刺激的な踊り方で知られている。

## 経歴
父はアメリカ生まれのレバノン系マケドニア人であり、母ニディア・デル・カルメン・リッポール・トラードはカタルーニャ系である。7人兄弟で、兄弟のうちの一人は現在、マネージャーを務めている。
8歳のとき作詞・作曲を始めた。初めて作った曲は「Tus gafas oscuras」というタイトルで、その歌詞に含まれるメッセージは、自動車事故で息子を亡くしたことで悲嘆する父を巡って展開している。10歳のとき学校の合唱団に入団したが、声が「強すぎる」と指摘され、放逐された。友人らは、声が山羊のようだとからかったという。その結果シャキーラは他で歌う機会を模索し始め、テレビで毎週放送されていた子供向けの歌謡コンテスト番組Vivan los niñosに出場した。
10歳から13歳の間にバランキヤの様々なイベントに招かれるようになり、地元で有名になった。そんな時、彼女は地元の劇場プロデューサー、モニカ・アリザに出会う。アリザはシャキーラに感銘を受け、その結果シャキーラの成功の手助けを試みた。バランキヤからボゴタへ飛ぶ飛行機の中で、アリザは偶然ソニー・コロンビアの役員、シロ・ヴァルガスと隣り合わせた。ヴァルガスはシャキーラのためにオーディションを開くことに同意し、そのオーディションは数週間後、あるホテルのロビーで行われた。ヴァルガスはシャキーラの才能に感動し、ソニーの社屋に戻ってシャキーラのカセットをあるプロデューサーに渡したが、プロデューサーは強い印象を受けず「見込み無し」であると思った。それでもヴァルガスはシャキーラの才能を信じており、ボゴタでサプライズ・オーディションを実行した。ヴァルガスはソニー・コロンビアの役員達を騙してオーディションが行われる予定のバーに連れて行き、夜の12時頃にサプライズがあることを伝えた。シャキーラの登場である。そこで3曲歌い、そのパフォーマンスは成功のうちに終了。シャキーラは、3枚のアルバムを書き、レコーディングするという契約を結んだ。
1991年、15歳の時にソニー・コロンビアでレコーディングされた"Magia"（"魔法"）がデビューアルバムである。このアルバムは商業的に成功せず、売り上げは1000枚以下であった。"Magia"の後、1993年に"Peligro"（"危険"）をリリースした。このアルバムは"Magia"よりは成功したものの、高校を卒業するためレコーディング活動を一時休止した。

### 1995年-2000年：初期のキャリア
1995年、3枚目のアルバム"Pies descalzos"（"裸足のままで"）をひっさげて復帰、南米にて好評を博した。シングルである"Estoy aquí"、"Pies descalzos"、"Sueños blancos"、"¿Dónde estás corazón?"によって、ポップカルチャー界のアイコンとなった。"Pies descalzos"は世界中で400万枚以上売り上げ、ついでそのリミックスアルバム"The Remixes"がレコーディングされ、100万枚以上を売り上げた。"The Remix"には広く知られている曲のポルトガル語版も収録され、それによってブラジル市場でも成功を収めるに至った。
4枚目のアルバム"¿Dónde están los ladrones?"（"'泥棒はどこ?"）は、1998年にリリースされた。それは、エミリオ・エステファンのプロデュースで、伝えられるところによると300万米ドルの費用が掛かったという。そして、"Pies descalzos"よりも磨き上げられたサウンドであった。このアルバムはさらなる成功を収め、700万枚以上の売上を上げた。フランス、スイス、カナダ、そして特に米国などの非スペイン語圏でのファンを獲得し始めた。"¿Dónde están los ladrones?"の11曲の中から"Ciega, sordomuda"、 "Moscas en la casa"、"No creo"、"Inevitable"、"Tú"、"Si te vas"、"Octavo día"、そして世界中で有名な"Ojos así"を含む8曲がシングルとして売り出された。初めてのライブアルバム、"MTVアンプラグド"は"Estoy Aquí"と"¿Dónde están los ladrones?"により構成されている。
2000年の3月には、3ヶ月掛けてラテンアメリカと米国を巡る"Tour Anfibio"を開始した。2000年の8月、彼女はMTV Video Music Awardsにて、投票で選ばれる"Favorite International Artist"（現在は廃止）を受賞した。

### 2001年-2004年: 英語圏でのクロスオーバー
2001年、"¿Dónde están los ladrones?"の成功に続き、英語でのクロスオーバーアルバムに取りかかった。グロリア・エステファンと共同で"¿Dónde están los ladrones?"のトラックの英語版を書き、レコーディングした。また、アルバム「ランドリー・サービス (Laundry Service)」のために、新しい曲が作られた。英語圏市場での販売を意図して作られたが、ロックとスペインのダンスの影響を受けたこのアルバムは、"Que me quedes tú"（"あなたが残る"）を含んだスペイン語の歌も呼び物にされた。英語歌詞の"Laundry Service"が成功を収め、世界中で2000万枚以上を売り上げ、「ホウェネヴァー・ホウェアエヴァー (Whenever, Wherever)」の世界的大ヒット、「アンダーニース・ユア・クローズ (Underneath Your Clothes)」（カナダで1位）、"Te dejo Madrid"("マドリードを後にして")、「オブジェクション (タンゴ)」および「ザ・ワン」などのシングルをもたらした。このアルバムとシングルのおかげで、北米市場の主流にシャキーラの音楽的影響が確立したのである。
2002年にベストアルバムである"Grandes éxitos"をリリースした。また"Live & Off the Record"と呼ばれるDVDと10のトラックが収録されたアルバムも2004年に世界中で300万枚の売り上げに達した。これは、2002年から2003年にかけて行った世界ツアー、"Tour of the Mongoose"を記念して発売されたものである。
2002年9月に"Whenever, Wherever"のスペイン語版である"Suerte"でMTV Video Music Awardsの"International Viewer's Choice Award"（現在は廃止）を受賞した。そして、その年の10月には"MTV Video Music Awards Latin America"の5つの賞、すなわち最優秀女性アーティスト、最優秀ポップアーティスト、最優秀アーティスト（北部）、ビデオ・フォー・イヤー（「Suerte」によって）、アーティスト・オブ・ザ・イヤーを受賞した。また、同年のエアロスミスのMTV Iconにて「Dude (Looks Like A Lady)」を歌った。更にセリーヌ・ディオン、アナスタシア、シェール、ディクシー・チックスなどとも共演した。

### 2005年から現在

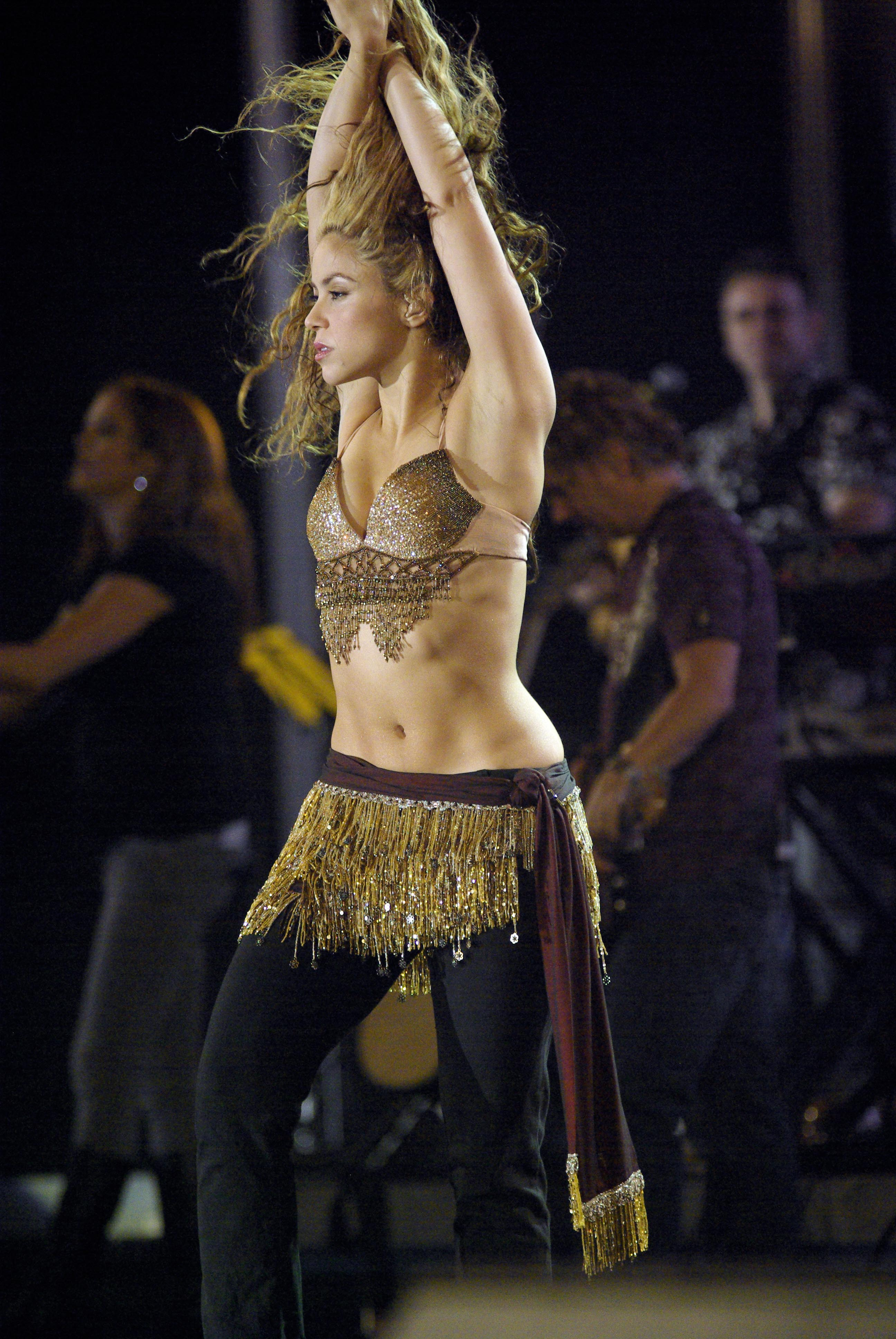
ロック・イン・リオでのシャキーラ（2008年）

Fijación Oral Vol. 1は2005年6月6日にヨーロッパで、2005年6月7日に北米とオーストラリアでリリースされた。母国コロンビアやスペインで1位を獲得したほか非スペイン語圏でもたいへん好評を受け、イタリアとドイツでも1位、オーストラリアで3位、アメリカで4位、カナダとハンガリーで7位を記録。ワールドセールスは500万枚。
リードシングルとしてカットされた"La tortura" (英語名: The Torture, featuring Alejandro Sanz) はスペインで1位を獲得。アメリカではBillboard Hot 100で23位、Latin Hot Tracksでは25週に渡って首位を独走した。この曲のように全編非英語詞の曲が、アメリカのポップチャートでヒットすることは珍しい（近年で他にTop40に入るほどの大ヒットとしてはやはり全編スペイン語によるダディー・ヤンキーが知られる程度である）。カナダでも"La Tortura"はヒットチャート内のスペイン語曲では初登場で1位にランクインし、最終的に全チャートで21位まで上昇。世界のその他地域におけるランキングはまちまちだが、最高で10位以内に入る、といったところである。
シャキーラの英語版アルバムとしては2枚目となる Oral Fixation Vol. 2は、カナダ、アメリカ、オーストラリア、ヨーロッパ大陸で2005年11月29日に発売された。 1番目のシングルカット曲「ドント・バザー (Don't Bother)」のウケは悪くはなかったが、全米ではTop40入りを逃した。全編英語詞であり、英語圏での大ヒットを事前に期待されたポップ・ロック調の"Don't Bother"の不調を受けて翌2006年に発表されたラテン・ダンス調の新曲（2006年に再リリースされた"Oral Fixation Vol.2"の新装盤用追加収録曲である）「ヒップス・ドント・ライ" (フィーチャリングワイクリフ・ジョン」は、アメリカではラテン、ポップに留まらずリズミックやアダルトコンテンポラリーなど幅広いジャンルのラジオ局でエアプレイを獲得した結果Billboard Hot 100で1位まで登りつめた。これは彼女にとって初の全米No.1ヒットである。後にUK Singles Chartでも1位を獲得しており（こちらも初）、この年のワールドカップ閉幕式典でもパフォーマンスされるなど2006年を代表する世界的ヒットのひとつとなった。
2006年4月3日にはPies descalzos Foundation（コロンビアにおける、暴力からの子供保護のチャリティ基金）を設立したということで国際連合式典において、国際連合から表彰された。
表彰式でシャキーラは、「私達が今日帰宅する頃には、今生きている960人の子供が死んでいる、ということを忘れないで欲しい。」と呼びかけた。 
2006年4月27日には、6つのラテン・ビルボード賞を受賞している。
（内訳：Female Latin Pop Album of the Year for Fijacion Oral Vol. 1 and Hot Latin Song of the Year for La Tortura. ）
2007年には同じSony/ColumbiaレーベルのスターであるR&Bシンガー、ビヨンセと"Beautiful Liar"で共演。アメリカで4位、イギリスで1位を獲得。この曲はビヨンセの2ndアルバム"B' Day"の新装盤リリース時に目玉の新曲として追加収録されたものであり、名義上は"Beyonce & Shakira"と対等な共演となっているが実質はシャキーラがゲストとして客演した形となっている。
同年には映画"Dare to Love Me,"に出演。この映画はタンゴ歌手カルロス・ガルデルに関するもので、他にロドリゴ・サントロ、パス・ベガ、ジョルディ・モリャが出演している。
2009年1月18日にリンカーン記念堂で開催されたコンサート「ウィ・アー・ワン:オバマ就任祝典」でアッシャーとスティーヴィー・ワンダーとともにワンダーの「Higher Ground」を歌った。また、1月20日に行われたバラク・オバマ大統領就任式の祝賀コンサートではヴァン・モリソンの「ブライト・サイド・オブ・ザ・ロード」を歌った。
同年、アルバム「シー・ウルフ (She Wolf)」からの1st Single「シー・ウルフ」をリリース。発売数週でビルボード11位まで上昇。

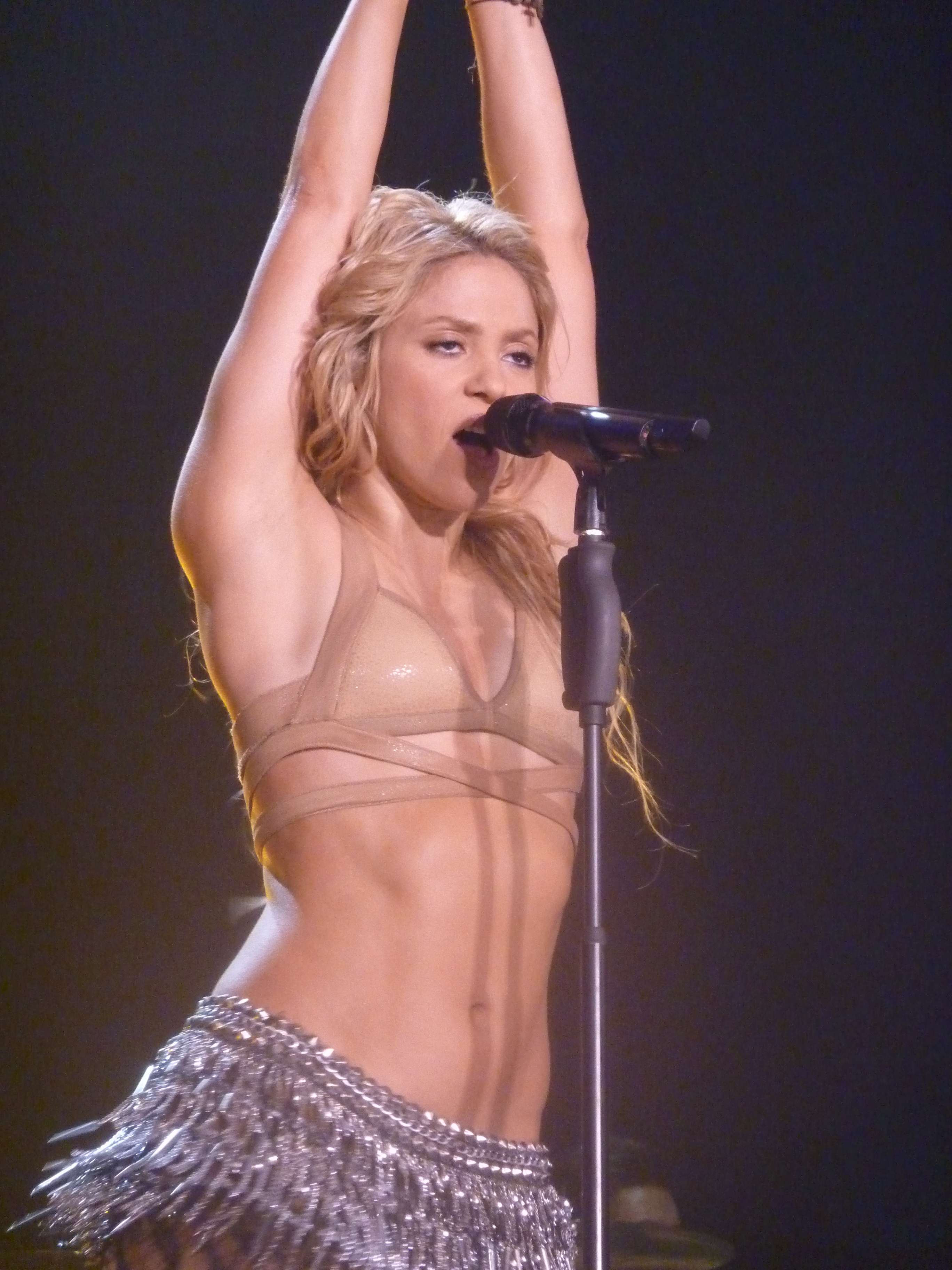
"The Sun Comes Out World Tour"でのシャキーラ（2010年）

2010年、FIFAワールドカップ・南アフリカ大会のテーマソング「Waka Waka (This Time for Africa)」を歌って、大会の開通公式イベント、Kick-Off Concertで雄大なパフォーマンスを披露した。
また、閉会式でも披露された。この曲に関してはYouTubeで再生回数31億2000万回超という記録を達成した（2022年4月30日現在）。また、同曲の全世界での売上は1500万枚を超えた。
2010年10月、シャキーラは9枚目のスタジオアルバム『Sale el Sol』をリリース。リード・シングルの「Loca」は多くの国で1位を獲得した。また、シングルとして「Sale el Sol」、「Rabiosa」、「Antes de las Seis」、「Addicted to You」をリリースし、アルバムのプロモーションを行った。アルバムは6週間で全世界で100万枚以上売れ、発売以来400万枚以上を売り上げた。
また、このアルバムは批評家からも絶賛され、2011年のラテン・グラミー賞授賞式で、『Sale el Sol』は「年間最優秀アルバム」と「最優秀女性ポップ・ヴォーカル・アルバム」にノミネートされ、後者の部門を受賞した。

### 2011年以降
2011年5月4日に発売した東日本大震災チャリティアルバム"ソングス・フォー・ジャパン"には彼女のヒット曲"Whenever Wherever"が収録されている。
2014年7月13日、シャキーラはマラカナンスタジアムで行われた2014 FIFAワールドカップ閉会式で、ブラジルのミュージシャン、カルリーニョス・ブラウンと共に「La La La (Brazil 2014)」を披露した。このパフォーマンスによって、彼女は3大会連続でFIFAワールドカップに出演したこととなり、ミュージカル・アクトとしては初の快挙となった。
2016年にはディスニー映画『ズートピア』(2016年公開)にガゼル役の声優として出演した。主題歌の「トライ・エヴリシング」も歌った。
同年、マルーマとのコラボレーション・シングル「Chantaje」を発売。マルーマの参加によりビデオはYouTubeで10億回以上の再生を記録した。
2020年2月、彼女はジェニファー・ロペスとともにスーパーボウルのハーフタイムショーでパフォーマンスを行った。 ビルボードによると、このハーフタイムショーの視聴者数は1億300万人だった。 YouTubeでは、その時点で最も視聴されたハーフタイムショーとなった。
2023年1月11日、シャキーラはアルゼンチンのDJビザラップとのコラボレーションしたシングル「Shakira： Bzrp Music Sessions, Vol.53」をリリースした。このシングルは16カ国で1位を獲得し、SpotifyとYouTubeで記録的な成功を収めた。
2023年2月24日、シャキーラはカロルGのシングル″TQG″にフィーチャーされ、シャキーラにとってHot 100で最高位となる7位を獲得。同時にビルボード・グローバル200でも1位を獲得し、彼女とカロルGにとって初の1位となった。

## 人物

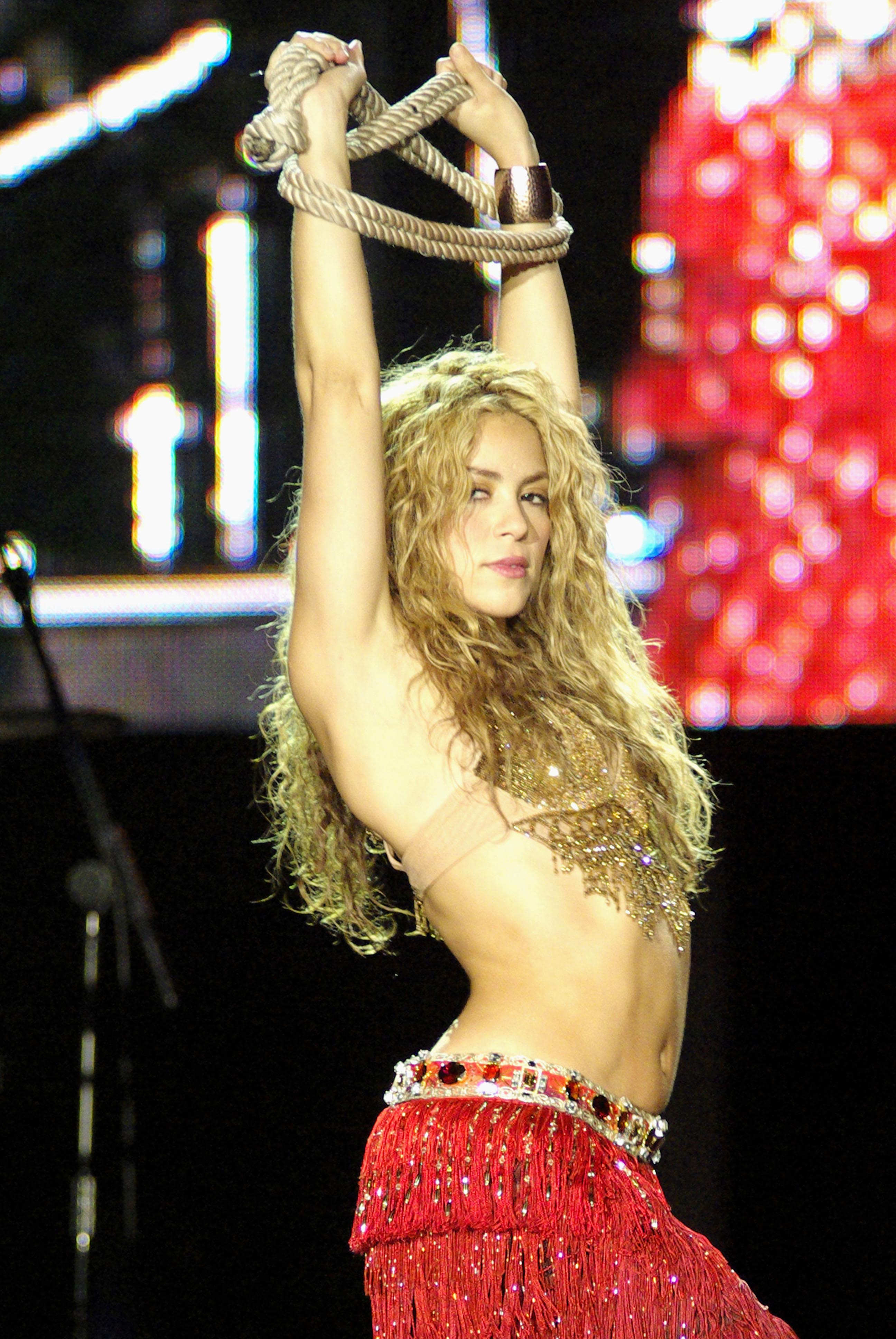
ロック・イン・リオでのシャキーラ（2008年）

スペイン語、英語、ポルトガル語を流暢に話し、イタリア語とフランス語を操る（父親談）。また、カタルーニャ語を披露したこともあるというマルチリンガルである。身長157cm。
イギリスのインタビューにおいて、自分自身の踊り方やセックスシンボルとしての役割について、「胸はないが尻はある」と発言している。

### 家族
2010年FIFAワールドカップ以降、FCバルセロナ所属のサッカー選手ジェラール・ピケとの交際説が囁かれていたが、2011年2月2日にピケが自身の誕生パーティー（二人の誕生日は同じ）の写真をTwitterで公開したことから一挙にヒートアップ。彼女もTwitterでピケを「私の太陽」として紹介した。2011年5月29日のバルセロナでのコンサートにおいては、チャンピオンズリーグ祝賀会を終えたばかりのピケをステージに上げて抱擁を交わした。その後2012年9月19日には第1子妊娠中であることをオフィシャルサイトで発表した。2013年1月22日、スペイン、バルセロナで第1子を出産。2015年1月、第2子を出産した。2022年6月、ピケとの破局を発表した。

## 発言
2023年の映画『バービー』についてインタビューで尋ねられた際、「私の息子たちは嫌いだと言っていたわ、「去勢されたように感じた」と、私もそう思うわ」と語り、「私は男性に女性を尊重しつつも力強さを感じてもらいたい。私はポップカルチャーが男性が男性である可能性を奪わずに、女性の活躍の機会を与えていた時が好きだった」「男性には社会における目的があり、女性にも違う目的がある。私たちは足りない部分を補い合っているの。その補い合いを失ってはいけないと思うわ」とコメント。このシャキーラの意見に対してネット上では疑問など様々な声が挙がり、「12歳にもまだなっていない男の子二人を若い女の子や女性向けの映画に連れてゆき、そして発した感想に驚き、更には彼女自身が映画の伝えたいメッセージを理解していなかった」などの意見も挙がった。

## 論争
2018年、ツアーグッズとして販売したネックレスのデザインがネオナチのシンボルである黒い太陽に似ているとして物議を醸した。

## ディスコグラフィ
- Pies Descalzos (1995年)
- Dónde Están los Ladrones? (1998年)
- Laundry Service (2001年)
- Fijación Oral, Vol. 1 (2005年)
- Oral Fixation, Vol. 2 (2005年)
- She Wolf (2009年)
- Sale el Sol (2010年)
- Shakira (2014年)
- El Dorado (2017年)
- Las Mujeres Ya No Lloran (2024年)

## 資料
1. ↑  山羊声の歌手（英語） アーカイブ 2004年6月6日 - ウェイバックマシン
2. ↑  Pareles, Jon (2009年1月2日). “Music for Many Firsts at Inauguration Events”.   nytimes.com. 2009年1月21日閲覧。 アーカイブ 2009年1月22日 - ウェイバックマシン
3. ↑  Shakira - Bright Side Of The Road (Live) アーカイブ 2021年1月19日 - ウェイバックマシン
4. ↑  ブラジルの恥? 公式ソング「We Are One」に批判殺到（1/3ページ）［W杯余話］ アーカイブ 2014年6月1日 - ウェイバックマシン、MSN産経ニュース、2014年5月29日 14:06。
5. ↑  “A @shakira arrasa! Seu novo álbum 'Sale El Sol" já vendeu mais de 1 milhão de unidades em todo o mundo! / X”.   X. 2024年1月12日閲覧。
6. ↑  “Shakira reviendra à Bercy le 14 juin” (フランス語). www.chartsinfrance.net. 2024年1月12日閲覧。
7. ↑  “Learn more about Current & Past Latin GRAMMY Awards Nominees and Winners | LatinGRAMMY.com” (英語). www.latingrammy.com. 2024年1月12日閲覧。
8. ↑  Cantor-Navas, Judy (2014年7月13日). “Shakira Delivers Winning Performance at World Cup Closing Ceremony” (英語). Billboard. 2024年1月12日閲覧。
9. ↑  “Musical Superstars to wow audience at FIFA World Cup™ Final - FIFA.com”. web.archive.org (2014年7月7日). 2024年1月12日閲覧。
10. ↑  Cobo, Leila (2014年7月3日). “Shakira Confirmed to Perform ‘La La La’ at World Cup Closing Ceremony” (英語). Billboard. 2024年1月12日閲覧。
11. ↑  “シャキーラ、ディズニー映画『ズートピア』に出演”. cinemacafe.net (2015年8月19日). 2024年1月12日閲覧。
12. ↑  Flores, Griselda (2017年4月10日). “Shakira & Maluma’s ‘Chantaje’ Reaches 1 Billion Views on YouTube”.   Billboard. 2024年12月12日閲覧。
13. ↑  Lewis, Sophie (2019年9月26日). “Halftime show: Jennifer Lopez and Shakira will perform at the 2020 Super Bowl halftime show - CBS News” (英語). www.cbsnews.com. 2024年1月12日閲覧。
14. ↑  Press, Associated (2020年2月3日). “Here’s How Many People Tuned In for Jennifer Lopez & Shakira’s Super Bowl Halftime” (英語). Billboard. 2024年1月12日閲覧。
15. ↑  “Jennifer Lopez Pats Shakira on the Butt After Super Bowl Halftime Show” (英語). Entertainment Tonight. 2024年1月12日閲覧。
16. ↑  Flores, Griselda (2023年1月12日). “Shakira Takes Aim at Her Ex Gerard Piqué in ‘BZRP Music Sessions #53’: ‘You Thought You Hurt Me But You Made Me Stronger’” (英語). Billboard. 2024年1月12日閲覧。
17. ↑  “Shakira rompe récord y agradece a las mujeres que apoyan su sesión con BZRP” (スペイン語). Publimetro México (2023年1月13日). 2024年1月12日閲覧。
18. ↑  Cedeño, Jose (2023年1月15日). “Shakira hace historia y llega a 100 millones en YouTube en 72 horas” (スペイン語). Carabobo es Noticia. 2024年1月12日閲覧。
19. ↑  “Shakira & Karol G's Breakup Song "TQG" Seems To Shade Piqué Again” (英語). Bustle (2023年2月25日). 2024年1月12日閲覧。
20. ↑  “Shakira y la nueva canción junto a Karol G con más dardos a Piqué: "Y ahora quieres volver, ya lo suponía "” (スペイン語). La Vanguardia (2023年2月24日). 2024年1月12日閲覧。
21. ↑  Shakira (I) - Biography アーカイブ 2023年5月19日 - ウェイバックマシン - IMDb
22. ↑  Shakira Official Website （英語）（スペイン語）（ポルトガル語） アーカイブ 2013年1月23日 - ウェイバックマシン
23. ↑  Press, the Associated (2015年1月30日). “Shakira Gives Birth to Second Child” (英語). The Hollywood Reporter. 2022年6月4日閲覧。 アーカイブ 2022年6月4日 - ウェイバックマシン
24. ↑  “Shakira and Barcelona defender Gerard Pique announce separation after 11-year relationship” (英語). Sky News. 2022年6月4日閲覧。
25. ↑  “ピケとシャキーラさんが破局 コメント発表”. www.afpbb.com. 2022年6月4日閲覧。
26. 1 2  Hebert, Olivia (2024年4月2日). “Shakira receives swift backlash from parents over claims that Barbie was ‘emasculating’”.   Independent. 2024年12月19日閲覧。
27. ↑  Ferrigine, Gabriella (2024年4月2日). “The problem with Shakira's "Barbie" comments”.   Salon. 2024年12月19日閲覧。
28. ↑  Perez, Lexy (2018年6月22日). “Shakira Under Fire for Selling Nazi-Like Necklace as Tour Merchandise”.   The Hollywood Reporter. 2025年5月20日閲覧。